# Michel Servoz

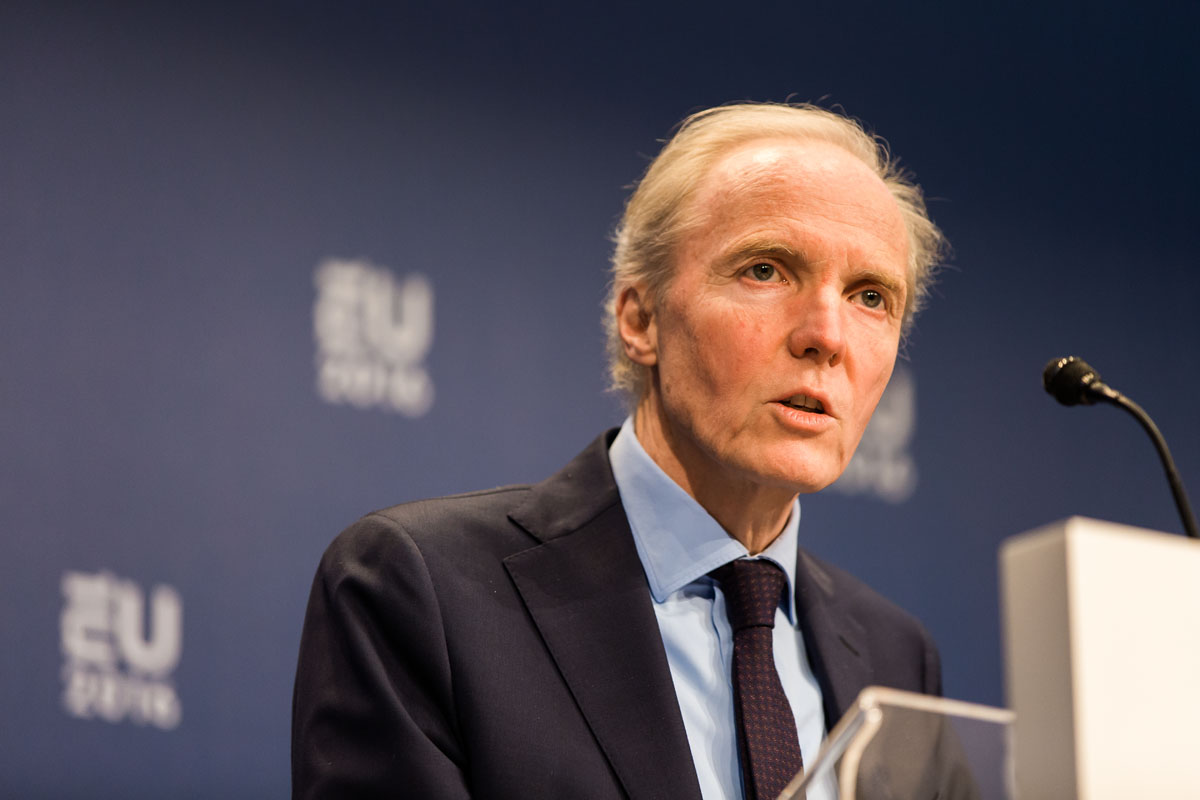
Michel Servoz (2016)

Michel Servoz (* 31. August 1954 in Asnières-sur-Seine) ist ein französischer Jurist und im European Political Strategy Centre Senior-Berater für Robotik, Künstliche Intelligenz und das künftige Europäische Arbeitsrecht. Von 2014 bis 2018 war er Generaldirektor der Generaldirektion Beschäftigung, Soziales und Integration der Europäischen Union.
Servoz studierte Rechts- und Politikwissenschaften. Von 1978 bis 1980 hatte er eine Professur für Rechtswissenschaften an der Universität Lyon inne. Anschließend bekleidete bis 1985 ein Richteramt in Lyon und war dann bis 1988 stellvertretender Generalsekretär am Kassationsgericht in Paris. Er wechselte 1989 zur Europäischen Kommission (EK), zunächst in die Generaldirektion Außenbeziehungen. Nach verschiedenen Stationen wurde er im Februar 2014 zum Generaldirektor der Generaldirektion Beschäftigung, Soziales und Integration ernannt.